# 山口祐弘
山口 祐弘（やまぐち まさひろ、1944年 - ）は、日本の哲学者。東京理科大学名誉教授。ヘーゲルが専門。

## 来歴
東京都生まれ。1968年東京大学文学部哲学科卒、1976年同大学院人文科学研究科博士課程満期退学。ブラウンシュヴァイク大学でPh.D.。千葉大学教養部助教授、東京理科大学教授、2010年退任。

## 著書
- 『近代知の返照 ヘーゲルの真理思想』学陽書房 1988
- Die Reflexionstheorie im Deutschen Idealismus Aufl.K. Urlaub, printer,1990.
- 『ドイツ観念論における反省理論』勁草書房 1991
- 『意識と無限 ヘーゲルの対決者たち』近代文芸社 1994
- 『カントにおける人間観の探究』勁草書房 1996、オンデマンド版2016
- 『ヘーゲル哲学の思惟方法 弁証法の根源と課題』学術出版会 2007
- 『ドイツ観念論の思索圏 哲学的反省の展開と広袤』学術出版会 2010

### 翻訳
- マックス・ホルクハイマー『理性の腐蝕』せりか書房 1970
- ロベルト・ユンク『原子力帝国』アンヴィエル 1979／社会思想社・現代教養文庫 1989／日本経済評論社 2015
- G.W.F.ヘーゲル『理性の復権 フィヒテとシェリングの哲学体系の差異』山田忠彰・星野勉共訳 アンヴィエル 1982／批評社 1985
- ミヒャエル・ヴォルフ『矛盾の概念 18世紀思想とヘーゲル弁証法』山田忠彰・河本英夫共訳 学陽書房 1984
- ヴァルター・クリストフ・ツィンマーリ『哲学への問い ヘーゲルとともに』晢書房 1993
- G.シュベッペンホイザー『アドルノ 解放の弁証法』徳永恂共訳 作品社 2000
- 『フィヒテ全集 第13巻 一八〇四年の「知識学」』晢書房 2004
- 『フィヒテ全集 第8巻 論理学・形而上学講義』晢書房 2013
- 『ヘーゲル論理の学』 作品社（全3巻） 2012-2013、新版2025。順に「存在論」、「本質論」、「概念論」

## 論文
- <山口祐弘